# Slakkenbarrière
Een slakkenbarrière is een systeem dat in de slakkenkwekerij primair wordt gebruikt om slakken in hun toegewezen bakken te houden. Afhankelijk van de oplossing kan het echter ook gebruikt worden om ongewenste slakken en andere dieren buiten te houden. Een slakkenbarrière dient niet verward te worden met een slakkenval, welke gebruikt wordt ter bestrijding van slakken.
Slakken zijn escapistische dieren, hetgeen wil zeggen, tenzij ze in een van alle kanten afgesloten ruimte zitten, een slakkenbarrière zelden 100% ontsnappingsdicht is. In het algemeen geldt dat de effectiviteit van een simpele passieve systeem goedkoop en diervriendelijk is, maar door vele controles die tijdens het gebruik nodig zijn arbeidsintensief en relatief weinig efficiënt is. Minder arbeidsintensieve en efficiëntere systemen zijn daarentegen vaak minder diervriendelijk. Daarnaast speelt ook het type en grootte kwekerij mee bij de keuze van een slakkenbarrière.

## Type barrières

### Biologische barrières
Biologische barrières als knoflookplanten werken weliswaar wel maar zijn niet effectief in slakkenkwekerijen. Ze worden dan ook niet door slakkenkwekers gebruikt, maar zijn een optie voor biologische tuinen.

### Passieve / mechanische barrières

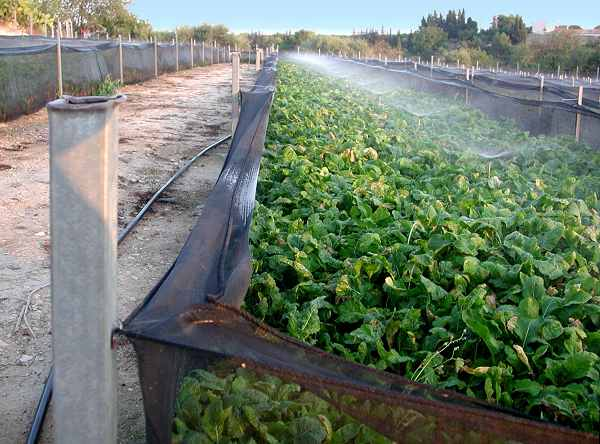
Italiaans net

- Italiaans netItaliaans net. Deze net is ontwikkeld door de CIIH als een lage investering vereisende oplossing, dat relatief goed werkt als aan de basisvoorwaarden van een geschikte omgeving voor de slakken wordt voldaan: hygiëne, gebalanceerd voedsel, geschikte dichtheid. Wordt niet aan deze voorwaarden voldaan, dan gaan de slakken toch weer op de vlucht.

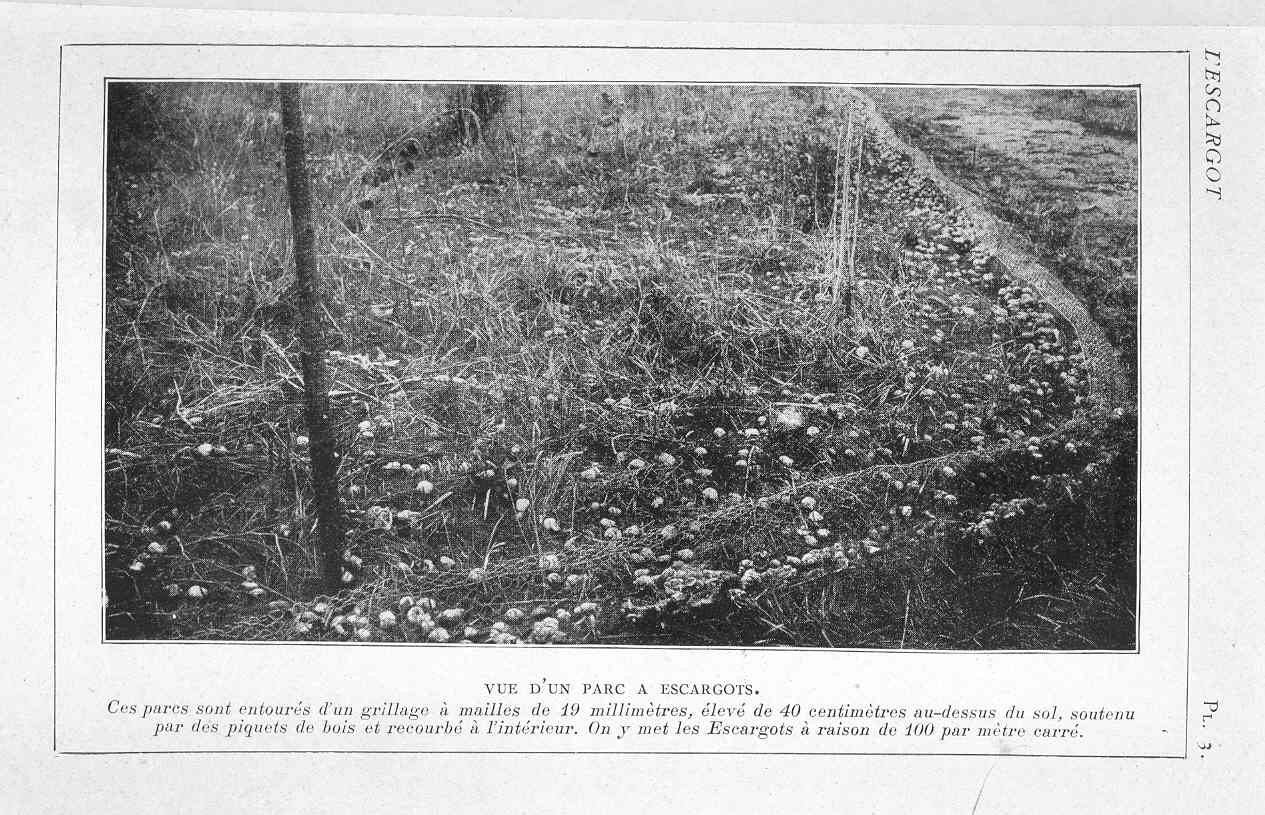
Gekrulde kippengaas in de parken van Escargots Boisseau

- Gekrulde kippengaas in de parken van Escargots BoisseauGekrulde ofwel gekraagde kippengaas. Gekraagde kippengaas werkt voor de relatief logge wijngaard- en Turkse slakken, die moeilijk raad weten uit gekrulde omheining te komen. Ze kunnen hun weg vinden, maar vallen veelal terug in de park op hun weg naar buiten.
- Gesloten bakken. Dit is het meest gebruikte systeem door hobbykwekers en kleinschalige professionals. Het is het enige systeem die honderd procent garantie tegen ontsnapping geeft, maar het is door het materiaal kostbaarder en riskeert slakken te pletten en andere slakken te ontsnappen elke keer dat de bak opengaat voor inspectie.
- Watergoten. Watergoten werden door de Romeinse slakkenkweker Fulvius Lippinus in zijn cochlearia gebruikt. Dit systeem is onpraktische op grote schaal, omdat het systeem waterpas gehouden moet worden over langere afstanden.

Minder effectieve doch bij hobbyisten en tuinierders geziene methoden zijn glasscherven, as en alluviums.

### Chemische en elektrische barrières
- Koperband. Koperband wordt ook gebruikt ter bescherming van (fruit) bomen tegen slakken. Het contact met koper geeft een natuurlijke elektrische schok door het potentiaalverschil tussen de koper en de slak, waardoor de slak zich neigt terug te trekken. Het is geen garantie echter en slakken kunnen als ze doorzetten er zonder schade overheen.
- Vet/zoutrand. Vet en zoutranden zijn effectieve oplossingen, hoewel ze tegen de zon en regen beschermd moeten worden. Deze oplossing behoeft periodieke inspectie en onderhoud. Het is ook niet de schoonste oplossing, aangezien het zout en vet op den duur toch in de bodem terechtkomt en de grond dus doet verschralen. Ook brandt het zout de huid van de slak en is het dus niet diervriendelijk. 'Blauwsteen' heeft een vergelijkbaar effect op slakken.
- Schrikdraad. Schrikdraad is zeer effectief en de gelijkspanningsdraden zijn het diervriendelijkst, hoewel de spanning van gelijkspanningskabels te zeer kan zakken over langere afstanden. Er dient wel zekerheid te zijn dat geen kortsluitingen optreedt omdat enkele minuten van spanningsloosheid genoeg is voor de slakken om alsnog te ontsnappen. Daarom worden elektrische systemen meestal op batterijen of generatoren aangesloten.